# 訴えの併合
訴えの併合(うったえのへいごう)とは、民事訴訟において複数の請求が結合されていることをいう。訴えの客観的併合と訴えの主観的併合とを含む。複雑訴訟形態の一つである（訴訟は、1原告1被告1請求を基本としており、それ以外は全て複雑訴訟となる。）。
実際の訴訟においては、同一訴状書面において複数の当事者や請求についての記載が行われている場合、訴えの併合の求めが暗黙に行われているものとして処理されるのが通常である。

## 訴えの主観的併合
「訴えの主観的併合」とは、複数の原告が1つの訴えを提起する場合、または、複数の被告に対し1つの訴えを提起する場合をいう。訴訟の当事者、すなわち「主体」が、原則的な訴訟形態である1対1とは異なって、一方または双方が複数人となる状態を指して「主観的」な併合と呼ぶ。多数当事者訴訟の一形態である。これを行う事は、大雑把に言って、請求における当事者の追加という意味合いを持つ。
訴えの主観的単純併合
数人による請求、または数人に対する請求が論理的に両立しうる場合に、そのすべての請求について判断を求める場合。
訴えの主観的選択的併合
数人による請求、または数人に対する請求が論理的に両立しうる場合に、一つの請求が容認されることを解除条件として、他の請求を併合する場合。
訴えの主観的予備的併合
数人による請求、または数人に対する請求が論理的に両立し合えない関係にある場合に、原告がその一つの認容を優先して申立て（第一次請求ないし主位請求）、それが認められることを解除条件として、次順位の請求（第二次請求ないし副位請求）を併合する場合。
この併合形態については、後順位の請求の被告は全く審理や判断をしてもらえない可能性があり、非常に不安定な立場におかれるという不利益を負うことから、認められるかについて争いがある。しかし、現行民事訴訟法が共同訴訟における同時審判の申出を認めており、訴えの主観的予備的併合にかわる機能を果たしていることから、実質的には問題とならなくなっている。
訴えの主観的追加的併合
訴訟係属中に主観的併合状態になること。共同訴訟参加、訴訟承継、明文にない主観的追加的併合がある。

## 訴えの客観的併合
「訴えの客観的併合」とは、同一原被告間における複数の請求を同一の訴訟手続で審理する場合をいう。訴訟の対象、すなわち「客体」が、原則的な訴訟形態が1個であるのに対して、複数個あわせた状態を指して「客観的」な併合と呼ぶ。複数請求訴訟の典型的な例である。これを行う事は、大雑把に言って、請求における請求事項（請求の趣旨（及び原因）で求めるもの）の追加という意味合いを持つ。
訴えの客観的単純併合
両立しうる複数の請求を単純に併合し、すべての請求について判決を求める場合。
訴えの客観的選択的併合
同一の目的を有し両立しうる複数の請求を一つの請求が容認されることを解除条件として、他の請求を併合する場合。わかりやすくいうと、複数の請求のうち、どれでもいいからどれか一つを認めて欲しいという訴えのこと。選択的併合は、新訴訟物理論においては一つの訴訟物であり、各主張は攻撃防御方法の一つと考えられる場合であるため、旧訴訟物理論を採用する場合にのみ問題となる。
訴えの客観的予備的併合
両立し得ない複数に順位をつけて、第一次請求が認容されることを解除条件として、次順位の請求を併合する場合。売買契約の無効を主張して目的物の返還を第一次請求として、それが認められなかった場合のために、売買代金の支払い請求を第二次請求とするような場合があたる。
また、併合時期による分類として、訴えの提起当初から併合状態にある場合を固有の訴えの客観的併合といい、訴えの提起後の訴訟係属中に併合状態になることを訴えの客観的追加的併合という。具体的には、以下のものが訴えの客観的追加的併合にあたる。
- 訴えの変更 - 原告が主導して、併合形態にする場合。請求の基礎の同一が必要
  - 訴えの追加的変更 - 旧請求を維持しつつ、新請求を追加する場合
  - 訴えの交換的変更 - 新請求を追加した後、旧請求を取り下げるか放棄する場合
- 反訴 - 被告が主導して、併合形態にする場合。請求に関連性が必要。（民訴146条）
- 中間確認の訴え - 訴えの変更・反訴の特別類型。旧請求の先決関係にある権利･法律関係の確認を求めるもの。（民訴145条）
- 弁論の併合 - 裁判所が主導して、併合形態にする場合。（本来的には裁判所が職権で行うものであるが、当事者はその職権発動を求めるために、別の事件の訴状提出時等に上申書によってその意思を裁判所に伝える事が出来る。）（民訴152条）